# Бурки
Бурки — різновид теплих чобіт для холодного клімату. Висота бурок до коліна, халява нерозрізна, шнурки або інші застібки відсутні. У верхній частині халяви бурок може мати шкіряний ремінь з пряжкою (затягується навколо гомілки).

## Загальний опис
Вперше були розроблені в кінці XIX століття Білоруською шевською артіллю міста Шклов, керованою австрійським підданим Герцем Певзнером.
Основна відмінність бурок від чобіт (наприклад, армійських) — халява виготовлена з тонкої повсті чи фетру (як правило, білого кольору).
Підошва виготовлена з натуральної шкіри, гуми або синтетичних матеріалів. Ступня і задник — з натуральної шкіри, внутрішнє утеплення підошви, ступні і задника — з повсті. Шви халяви і верхня його частина має декоративну обробку шкіряними накладними смужками. Шкіряні накладні смужки також збільшують міцність швів і зменшують теплові втрати.
У СРСР бурки були поширені в 1940-х — 1960-х роках, особливо в сільських районах з помірним і холодним кліматом.
Бурки можна побачити в фільмі «Операція «И» та інші пригоди Шурика» (1965). Бувалий (у виконанні артиста Євгенія Моргунова) взутий в бурки.
Випуск чобіт з халявою з тонкої повсті з утепленою ступнею і підошвою продовжується і в 2010-ті роки. Основні покупці — робочі будівельних спеціальностей, мисливці, лісники.